# Companhia dos Caminhos de Ferro do Norte de Portugal
La Companhia dos Caminhos de Ferro do Norte de Portugal, más conocida como Companhia do Norte de Portugal, fue una empresa portuguesa, formada a partir de la fusión de las Companhias del Caminho de Ferro de Guimarães y de Porto a Póvoa y Famalicão, el 14 de enero de 1927, para gestionar las Líneas de Guimarães y de Porto a Póvoa y Famalicão, en Portugal; fue extinguida e integrada en la Companhia dos Caminhos de Ferro Portugueses en 1946.

## Historia

### Antecedentes y formación
Desde principios del siglo XX se intentaba unir las dos empresas responsables de la red secundaria del Miño, las Companhias del Caminho de Ferro de Guimarães y de Porto a Póvoa y Famalicão, que explotaban, respectivamente, las Líneas de Guimarães y de Porto a Póvoa y Famalicão, porque se acreditaba que este proceso iba a traer un mayor desarrollo de las conexiones ferroviarias. La fusión estuvo a punto de producirse en 1908, y una ley del 20 de junio de 1912, estableció que la fusión entre estas dos compañías con la empresa que, en ese momento, tenía la concesión para construir las Líneas del Alto Miño, de Braga a Guimarães, y de Viana a Ponte da Barca, solo sería aprobada si la vía en la Línea de Porto a Póvoa y Famalicão fuese alargada al ancho métrico, y fuese construida una conexión ferroviaria, utilizando el mismo ancho, entre la estación de Mindelo, en esta Línea, y Lousado, en la Línea de Guimarães; después de la fusión, se efectuaría un nuevo contrato, con duración de 80 años. A pesar de que se habían iniciado las negociaciones, especialmente en el campo financiero, este proceso fue cancelado debido a la Primera Guerra Mundial; las dos empresas principales continuaron, sin embargo, sumando esfuerzos en este sentido, hasta conseguir la fusión en la Companhia dos Caminhos de Ferro do Norte de Portugal, con la publicación de los nuevos estatutos, el 14 de enero de 1927, que fueron aprobados por una ordenanza, con fecha del 25 del mismo mes.

### Operaciones

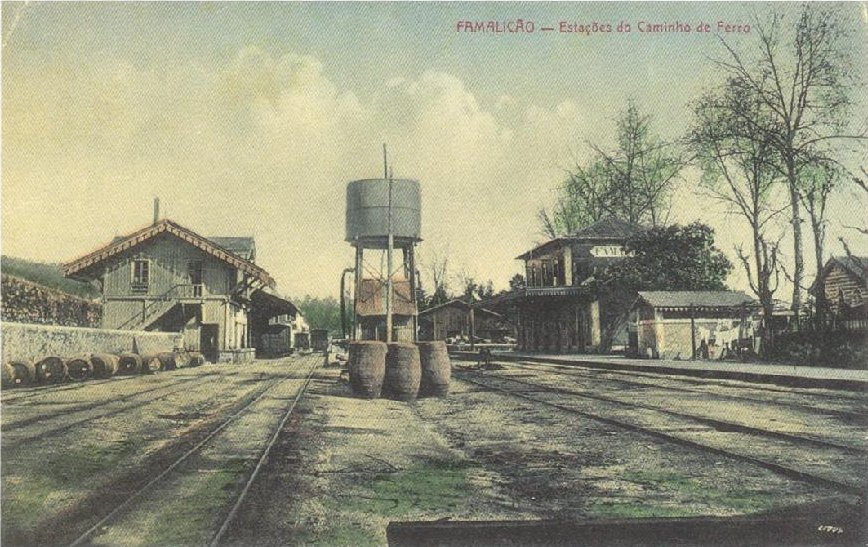
Antigua Estación de Famalicão, con las vías de la Línea de Porto a Póvoa y Famalicão, de ancho métrico, a la izquierda, y las de la Línea del Miño, en ancho ibérico, a la derecha.

El nuevo contrato, firmado el 8 de agosto de 1927, estableció que el ancho en las vías de la Línea de Porto a Póvoa y Famalicão debían ser modificadas, de 900 a 1000 milímetros, y el respectivo material circulante; este proceso fue efectuado de forma rápida y eficaz, sin suspender la circulación. El 28 de enero del año siguiente, la Companhia dos Caminhos de Ferro Portugueses arrendó, a esta empresa, la explotación de la línea del Támega.
En 1933, la gerencia de esta empresa pasó por una crisis, que le impidió cumplir con sus compromisos y obligaciones, por lo que el decreto de ley n.º 22951, del 5 de agosto de 1933 ordenó que la administración fuese efectuada, de forma provisional, por una comisión del Ministerio de Obras Públicas y Comunicaciones.

### Extinción
El 7 de septiembre de 1945, fue publicada la Ley n.º 2008, que se destinaba a planear la reunión de todas las concesiones ferroviarias en una sola, de forma que mejorase la coordinación de los transportes terrestres en Portugal; esta empresa fue integrada en la operadora escogida, la Companhia dos Caminhos de Ferro Portugueses, que comenzó a explorar las líneas el 1 de enero de 1947.